# 栉笋螺
栉笋螺（学名：Duplicaria dussumieri），是新腹足目笋螺科栉笋螺属的一种。主要分布于中国大陆、台湾，常栖息在浅海砂底和低潮线以下。